# К-506 «Зеленоград»
К-506 «Зеленоград» — советская и российская стратегическая атомная подводная лодка проекта 667БДР «Кальмар», входившая в состав Тихоокеанского флота ВМФ России (Вилючинск, п. Рыбачий, бухта Крашенинникова, 25-я дивизия 16-й оперативной эскадры атомных подводных лодок).

## Строительство
Заложена на предприятии в Северодвинске 29 декабря 1975 года как крейсерская подводная лодка (заводской номер № 393).
25 декабря 1977 года выведена из цеха, 26 января 1978 года спущена на воду. В феврале того же года начались швартовые испытания подлодки. В октябре-ноябре прошла ходовые испытания, в ноябре состоялся контрольный выход в море и 30 ноября подлодка окончательно вошла в строй.

## Служба

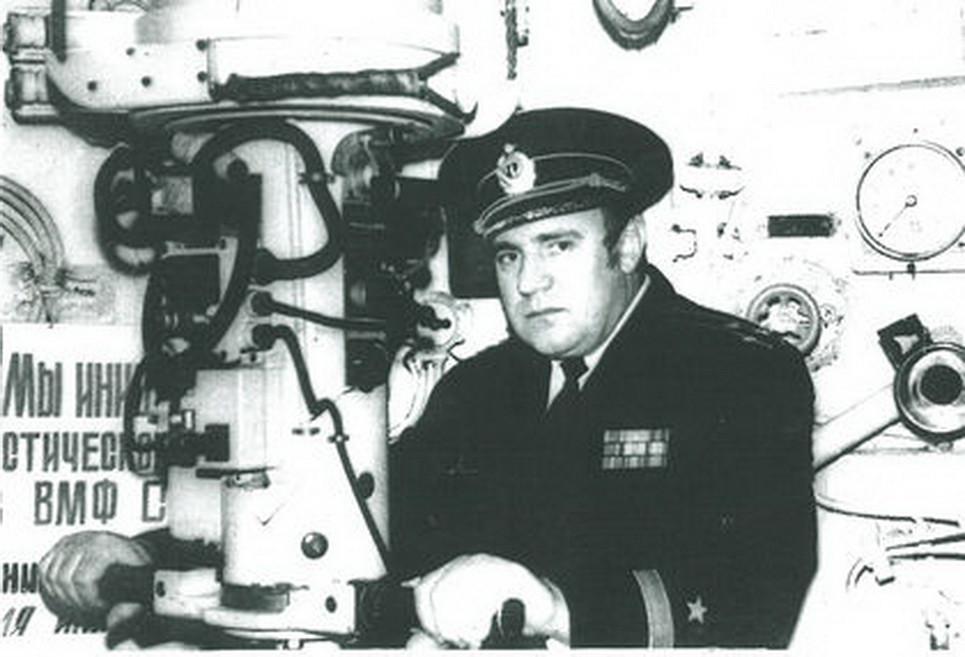
Первый командир корабля — капитан 1-го ранга А. И. Самохвалов

24 января 1979 года вошла в состав 13-й дивизии 3-й флотилии подводных лодок Северного флота. Базировалась в Оленьей Губе.
В июне — июле 1979 года выполнила задачи в Гренландском море, находясь подо льдом 8 суток. Лодка находилась под управлением 2-го экипажа К-449 (командир капитан 1-го ранга В. Г. Ванышев)
С 18 августа по 19 октября 1981 года совершила подлёдный трансарктический межфлотский переход из губы Ягельная (г. Гаджиево) в бухту Крашенинникова (г. Вилючинск) с несением боевой службы и 10 ноября 1981 года была включена в состав Тихоокеанского флота. Командир перехода — вице-адмирал Л. А. Матушкин.
В 1990 году завоевала приз Главного командования ВМФ по ракетной подготовке.
15 сентября 1998 года по согласованию с администрацией города Зеленограда была переименована в Зеленоград; с того же года — подшефный корабль города.
В июле 2010 года корабль был выведен из состава Тихоокеанского флота и утилизирован в 2016 году на заводе «Звезда».
В 2017 году в городе Фокино из ограждения выдвижных устройств («рубки» с горизонтальными рулями) лодки был изготовлен и установлен монумент в честь всех атомных подлодок, выведенных из состава Тихоокеанского флота ВМФ России.

## Командиры
Командиры первого экипажа (в/ч 30931)
- 1976—1985: Самохвалов А. И.[7]
- 1985—1990: Тушняков О. В.
- ~1995 — ~2000: Борисов Ю. Б.
- 2001: Кучерук О. И.
- до 2004: Кравченко В. И. — также в 2006 году в качестве командира экипажа К-433
- 2004—2005: Есюнин С. В.
- 2006—2010: Широков Р. В.

Командиры второго экипажа (в/ч 30931-2)
- Каленов А. В.
- Афонин В. В.
- Лаптев К. З.
- Евменов Н. А.

Командиры других экипажей, временно служивших на К-506
- 1979: Ванышев В. Г. — командир второго экипажа К-449
- 1980: Тулынин А. Д. — командир второго экипажа К-496
- 2003: Хайдуков А. О.[8] — командир первого экипажа К-223
- 2006: Кравченко В. И. — командир первого экипажа К-433 «Святой Георгий Победоносец»
- 2008: Бадртдинов Р. Н. — командир второго экипажа К-433